# Каменная (река, впадает в Ковдозеро)
Каменная — река в России, протекает по территории Ковдорского района (муниципального округа), а также городского поселения Кандалакша и сельского поселения Зареченск Кандалакшского района Мурманской области. Длина реки — 92 км, площадь водосборного бассейна — 1180 км².
Река берёт начало в трёх километрах севернее горы Воянвары и далее течёт преимущественно в юго-восточном направлении.
Река в общей сложности имеет 300 малых притоков суммарной длиной 530 км.
Протекает через озёра:
- Каменное
- Тованд
- Нямозеро
- Верхнее Иваново
- Нижнее Иваново
- Сенное (впадает река Вайгалово)
- Верхнее Песчаное
- Среднее Песчаное
- Нижнее Песчаное
- Бабье

Также к бассейну Каменной относятся озёра:
- Копыт
- Нижнее Долманово
- Среднее Долманово
- Серголамбина
- Верхнее Пулозеро
- Нижнее Пулозеро
- Найдушка

Впадает на высоте 37,2 м над уровнем моря в Ковдозеро.
Населённые пункты на реке отсутствуют.
Код объекта в государственном водном реестре — 02020000612102000001234.